# Løsning
Løsning ligger i Østjylland og er en selvstændig by, men nu også en del af et samlet byområde sammen med Hedensted.
Løsning ligger umiddelbart nord for og støder direkte op til Hedensted by. Stjernevejen forbinder de to byer/bydele og de to sydligste gader på Stjernevejen er Hedensted by. Løsning- og Hedensteds byområde er på 11.292 indbyggere 2012 .
Løsning har eget postnummer: 8723. Geografisk ligger bydelen placeret lige midt imellem Vejle og Horsens, lige imellem sekundærrute 170 og motorvej E45.
Løsning hører til Hedensted Kommune og ligger i Region Midtjylland.
I byen findes både Løsning Gamle Kirke og Løsning Kirke fra 2008.

## Historie
En station blev lagt ved landsbyen Stubberup mindre end en kilometer øst for Løsning, men byen udviklede sig i vestlig retning, mens Stubberup længe forblev upåvirket af den nærliggende station.
I 1879 blev byen beskrevet således: "Løsning Kirke, tæt øst for Byen af samme Navn; Byerne Løsning med Præstegaard, Skole og Teglværk"
Omkring århundredeskiftet omtales byen således: "Løsning med Kirke, Præstegd., Skole, Missionshus (opf. 1887), Forsamlingshus (opf. 1891), Fattiggaard (opf. 1860, Plads for 36 Lemmer), Vejr- og Vandmølle samt Teglværk; Stobberup (1424 og 1532: Stubberup) eller Løsning Stationsby (1/2 1901: 109 Huse med 595 Indb.) med Skole, privat Pogeskole, Mølle, Købmandshdl., Kro, Jærnbane- og Telegrafst. samt Postekspedition".